# Богдановка (Тельмановский район)
Богдановка (укр. Богданівка) — село находится в Тельмановском районе Донецкой области. Под контролем самопровозглашённой Донецкой Народной Республики.

## География
В Донецкой области имеется ещё 3 одноимённых населённых пункта, в том числе 1 село Богдановка в соседнем Волновахском районе.

#### Соседние населённые пункты по странам света
С: Солнцево, Новомихайловка
СЗ: Староласпа
СВ: Краснополье, Розовка
З: Красный Октябрь, Первомайское (Мичуринского сельского совета)
В: Вершиновка
ЮЗ: Новая Марьевка
ЮВ: Воля, Первомайское (Первомайского сельского совета), Черевковское
Ю: Мичурино, Тельманово

## История
В 1945 г. постановлением Сталинского облисполкома хутор Марксфельд, Гринтальского сельсовета переименован в хутор Богдановка.

## Население
Население по переписи 2001 года составляло 580 человек.

## Общие сведения
Код КОАТУУ — 1424883602. Почтовый индекс — 87181. Телефонный код — 6279.

## Адрес местного совета
87130, Донецкая область, Тельмановский р-н, с. Мичурино, ул. Шевченко, 62а